# فيلهلم ستورم
فيلهلم ستورم (بالنرويجية البوكمول: Vilhelm Storm)‏ هو مرمم نرويجي، ولد في 28 سبتمبر 1835 في آرندال في النرويج، وتوفي في 19 مايو 1913.